# Bootanelleus nonvitta
Bootanelleus nonvitta is een vliesvleugelig insect uit de familie Torymidae. De wetenschappelijke naam is voor het eerst geldig gepubliceerd in 1938 door Girault.